# Jackie Moore (cantante)
Jackie Moore (Jacksonville, 1946 - 8 de noviembre de 2019) fue una cantante estadounidense de R & B, Es conocida por su oro de 1970, la canción "Precious, Precious", que alcanzó el número 30 en el Billboard Hot 100 el 6 de marzo de 1971. Este disco vendió más de uno millones de copias, y recibió un disco de oro otorgado por la RIAA en marzo de 1971. También es conocida por "This time baby".
Su exitoso disco de 1979, "This Time Baby ", alcanzó el número 1 en la lista Hot Dance Music / Club Play. La pista alcanzó el número 49 en el UK Singles Chart. También se recuerda el éxito de "Love on My Mind" junto a los masones y Amanda Wilson. Jackie Moore, también tuvo un ascenso pop en el otoño de 1973 de la mano de Bunny Sigler y Phil Hurtt. 
Antes de su éxito en Atlantic Records y Columbia Records, Jackie Moore grabó para Wand Records, la cual produjo el sencillo "Who Told You". Su debut fue con "Dear John" lanzado en Shout Records en 1969.
Al revisar el LP Sweet Charlie Babe de 1973, Robert Christgau escribió en la Guía de grabación de Christgau: Rock Albums of the Seventies (1981), "[...] Figuración de que esto debería estar en algún lugar entre el estado del arte y el alma mezquina: los cinco éxitos comienzan en "Precious, Precious" en el invierno del '71, con los dos últimos recortes a una funkier normal. [...]. La voz de Moore es a la vez dulce y áspera, una combinación inusual en una mujer, y las canciones son bastante consistentes. Pero carece no solo de imagen sino de personalidad, de modo que lo que en términos técnicos es algo bastante impresionante, nunca se pasa de la raya".
Falleció el 8 de noviembre de 2019.

## Apariciones de sus canciones
Su canción "This Time Baby", aparece en el juego Grand Theft Auto: Vice City Stories creado por Rockstar North en colaboración con Rockstar Leeds y distribuido por Rockstar Games. El jugador puede oír su canción en la radio Paradise FM.

## Discografía

### Álbumes de estudio
| 1973                                                                   | Sweet Charlie Babe        | 45 | Atlantic |
| 1975                                                                   | Make Me Feel Like a Woman | —  | Kayvette |
| 1979                                                                   | I'm on My Way             | 45 | Columbia |
| 1980                                                                   | With Your Love            | —  | Columbia |
| "—" denota una grabación que no trazó o no se lanzó en ese territorio. |                           |    |          |

- Precious, Precious: The Best of Jackie Moore (1994, Ichiban)
- The Complete Atlantic Recordings (2015, Real Gone Music)

### Singles
| 1968                                                                   | "Dear John"                                                              | —   | —  | —  | —  | —  |              | N/A                       |
| 1968                                                                   | "Why Don’t You Call on Me"                                               | —   | —  | —  | —  | —  |              | N/A                       |
| 1969                                                                   | "Loser Again"                                                            | —   | —  | —  | —  | —  |              | N/A                       |
| 1970                                                                   | "Precious, Precious"                                                     | 30  | 12 | —  | 70 | —  | - RIAA: Gold | Sweet Charlie Babe        |
| 1971                                                                   | "Sometimes It’s Got to Rain (In Your Love Life)" (with The Dixie Flyers) | —   | 19 | —  | —  | —  |              | N/A                       |
| 1971                                                                   | "Cover Me"                                                               | —   | —  | —  | —  | —  |              | Sweet Charlie Babe        |
| 1972                                                                   | "Darling Baby"                                                           | 106 | 26 | —  | —  | —  |              | Sweet Charlie Babe        |
| 1972                                                                   | "It Ain't Who You Know"                                                  | —   | —  | —  | —  | —  |              | N/A                       |
| 1972                                                                   | "Time"                                                                   | —   | 39 | —  | —  | —  |              | Sweet Charlie Babe        |
| 1973                                                                   | "Sweet Charlie Babe"                                                     | 42  | 15 | —  | 78 | —  |              | Sweet Charlie Babe        |
| 1973                                                                   | "Both Ends Against the Middle"                                           | 102 | 28 | —  | —  | —  |              | Sweet Charlie Babe        |
| 1975                                                                   | "Make Me Feel Like a Woman"                                              | —   | 6  | —  | —  | —  |              | Make Me Feel Like a Woman |
| 1976                                                                   | "Puttin’ It Down to You"                                                 | —   | 37 | —  | —  | —  |              | Make Me Feel Like a Woman |
| 1976                                                                   | "It’s Harder to Leave"                                                   | —   | 74 | —  | —  | —  |              | N/A                       |
| 1976                                                                   | "Disco Body (Shake It to the East, Shake It to the West)"                | —   | 36 | —  | —  | —  |              | N/A                       |
| 1977                                                                   | "Make Me Yours"                                                          | —   | 72 | —  | —  | —  |              | N/A                       |
| 1978                                                                   | "Personally"                                                             | —   | 92 | —  | —  | —  |              | N/A                       |
| 1979                                                                   | "This Time Baby"                                                         | —   | 24 | 1  | —  | 49 |              | I'm on My Way             |
| 1980                                                                   | "Helpless"                                                               | —   | —  | 25 | —  | —  |              | With Your Love            |
| 1980                                                                   | "How’s Your Love Life Baby"                                              | —   | —  | 57 | —  | —  |              | I'm on My Way             |
| 1980                                                                   | "Love Won't Let Me Wait"                                                 | —   | 78 | —  | —  | —  |              | With Your Love            |
| 1980                                                                   | "Heart Be Still"                                                         | —   | —  | —  | —  | —  |              | Make Me Feel Like a Woman |
| 1981                                                                   | "Who's Next, Who's Now"                                                  | —   | —  | —  | —  | —  |              | N/A                       |
| 1982                                                                   | "Seconds" (Wilson Pickett)                                               | —   | —  | —  | —  | —  |              | N/A                       |
| 1983                                                                   | "Holding Back"                                                           | —   | 73 | —  | —  | —  |              | N/A                       |
| 1985                                                                   | "Love Is the Answer"                                                     | —   | —  | —  | —  | —  |              | N/A                       |
| "—" denota una grabación que no trazó o no se lanzó en ese territorio. |                                                                          |     |    |    |    |    |              |                           |